# Sint-Caeciliakerk (Rietmolen)
De Heilige Caeciliakerk is een rooms-katholieke kerk in de Nederlandse plaats Rietmolen. De kerk is ontworpen door Clemens Hardeman en is in de jaren 1931 - 1932 gebouwd. De kerk is in 1933 ingewijd en kreeg als beschermheilige de martelares Cecilia. Op de locatie waar de kerk werd gebouwd, stond daarvoor een andere kerk uit 1836. Interieurelementen uit de oude kerk zijn ingepast in de nieuwe kerk. De kenmerkende kerktoren met ui-vorm staat naast een acht-kantige kerk, waarbij centraalbouw is toegepast. Het metselwerk van de kerk heeft kenmerken van de Amsterdamse School, die bovenaan uitmonden in bakstenen koepelgewelven. Achter het priesterkoor zijn tegeltableaus aangebracht en de ramen zijn voorzien van glas in lood.
De kerk is in 1999 aangewezen als rijksmonument.